# Lista de telenovelas das oito da TV Globo
"Novela das oito" é uma denominação que foi utilizada pela emissora brasileira TV Globo para designar a telenovela exibida em sua programação diária, de segunda-feira a sábado, após o noticiário Jornal Nacional. Desde 1965 até anúncio da estreia de Insensato Coração, em 2011, a emissora adotava para a mesma faixa de horário a denominação "novela das oito".
Esta página lista todas as 74 telenovelas que receberam essa denominação e foram exibidas pela TV Globo, ordenando-as por ordem cronológica. Tanto em quantidade de capítulos quanto em período de exibição a maior telenovela já exibida no horário foi Irmãos Coragem, com 328 capítulos, exibidos entre 8 de junho de 1970 e 12 de junho de 1971. A telenovela foi escrita pela dramaturga Janete Clair, que detém o recorde de autora da maior quantidade de "novelas das oito", dezesseis, sendo que quinze foram exclusivamente escritas por ela. Clair foi também a única autora cujas obras foram exibidas sucessivamente: após a conclusão de Anastácia, a Mulher sem Destino, ela foi a responsável por todas as seis produções exibidas pela emissora entre 1967 e janeiro de 1973, até a estreia de Cavalo de Aço, escrita por Walther Negrão. Clair ainda escreveu seis das onze telenovelas que seriam exibidas até o final dos anos 1970, enquanto Lauro César Muniz escreveria outras quatro e Gilberto Braga seria o autor de uma. O ator e diretor Daniel Filho, por sua vez, esteve envolvido na direção de quinze telenovelas, exibidas entre 1967 e 1981. Desde a década de 1980 um maior número de profissionais alternou-se na autoria das obras, destacam-se: Aguinaldo Silva, com treze telenovelas, Manoel Carlos, com sete, Glória Perez, com seis, e Sílvio de Abreu, com cinco.
A telenovela mais curta do horário foi O Fim do Mundo, escrita por Dias Gomes, cujos 35 capítulos foram exibidos entre 6 de maio e 15 de junho de 1996. Entretanto, a trama originalmente concebida como uma minissérie, foi escalada como antecessora de O Rei do Gado, de Benedito Ruy Barbosa, que enfrentava atrasos em sua produção, enquanto a novela Explode Coração de Glória Perez, encontrava-se impossibilitada de ser prolongada dado o compromisso firmado pela emissora em liberar a novelista no início de 1996 para o julgamento do Caso Daniella Perez. Assim, O Fim do Mundo foi elevada à condição de novela das oito.
A exibição em cores começou com Pecado Capital, em 1975. A exibição em alta definição (HDTV) começou com Duas Caras, em 2008, sucedendo-se por todas as novelas seguintes. A gravação/exibição em 24 fps foi testada nos primeiros capítulos de Paraíso Tropical, em 2007, sendo retomada apenas na nova faixa de novelas das nove, com Avenida Brasil, em 2012.
Em 2000, quando a telenovela Laços de Família era exibida na faixa das oito, os temas abordados levaram à determinação do Ministério da Justiça, que classificou a obra como imprópria para menores de 14 anos levando seu início obrigatoriamente para depois das 21 horas, devido as normas vigentes do sistema de classificação indicativa brasileiro naquele período, o mesmo aconteceu com as novelas Esperança, Mulheres Apaixonadas, Celebridade, Senhora do Destino, Belíssima, Páginas da Vida, Paraíso Tropical e Duas Caras que também abordavam temas considerados fortes. Apesar disso, as telenovelas exibidas em sucessão continuaram sendo caracterizadas como "novela das oito" até 2011. Embora Insensato Coração e as tramas seguintes tenham sido denominadas oficialmente pela emissora como "novela das nove", ambas as denominações continuam a ser adotadas na mídia e na cultura popular. Em 2011, jornalistas como Lauro Jardim, da revista Veja, ainda se referiam à Insensato Coração pela denominação popular utilizada antes da estreia da nova produção. Leonardo Ferreira, do jornal Extra, ao comentar a pré-produção de Fina Estampa, referiu-se à produção como a "próxima novela das oito". Oficialmente a denominação parou de ser usada no final de 2011.

## Telenovelas por ordem de exibição
- ‡ Indica novela disponível em formato original no Globoplay.
- § Indica novela parcialmente disponível no Globoplay.
- † Indica novela perdida.

### Década de 1960
| #                                                               | Título                            | Início                  | Término                 | Cap. | Autoria                          | Direção                     | Ref.   |
| --------------------------------------------------------------- | --------------------------------- | ----------------------- | ----------------------- | ---- | -------------------------------- | --------------------------- | ------ |
| 1                                                               | O Ébrio †                         | 8 de novembro de 1965   | 18 de fevereiro de 1966 | 75   | José Castellar Heloísa Castellar | Líbero Miguel               | [ 13 ] |
| Interrupção da faixa (18 de fevereiro - 12 de setembro de 1966) |                                   |                         |                         |      |                                  |                             |        |
| 2                                                               | O Rei dos Ciganos †               | 12 de setembro de 1966  | 20 de fevereiro de 1967 | 120  | Moysés Weltman                   | Ziembinski                  | [ 14 ] |
| 3                                                               | A Sombra de Rebecca †             | 21 de fevereiro de 1967 | 23 de junho de 1967     | 90   | Glória Magadan                   | Henrique Martins            | [ 15 ] |
| 4                                                               | Anastácia, a Mulher sem Destino † | 26 de junho de 1967     | 16 de dezembro de 1967  | 125  | Emiliano Queiroz                 | Henrique Martins            | [ 16 ] |
| 5                                                               | Sangue e Areia †                  | 18 de dezembro de 1967  | 25 de junho de 1968     | 135  | Janete Clair                     | Daniel Filho, Régis Cardoso | [ 17 ] |
| 6                                                               | Passo dos Ventos †                | 26 de junho de 1968     | 14 de janeiro de 1969   | 177  | Janete Clair                     | Daniel Filho, Régis Cardoso | [ 18 ] |
| 7                                                               | Rosa Rebelde †                    | 15 de janeiro de 1969   | 13 de outubro de 1969   | 212  | Janete Clair                     | Daniel Filho, Régis Cardoso | [ 19 ] |
| 8                                                               | Véu de Noiva †                    | 14 de outubro de 1969   | 6 de junho de 1970      | 204  | Janete Clair                     | Daniel Filho                | [ 20 ] |

### Década de 1970
| #                                                            | Título                    | Início                 | Término                | Cap. | Autoria           | Direção                                      | Ref.   |
| ------------------------------------------------------------ | ------------------------- | ---------------------- | ---------------------- | ---- | ----------------- | -------------------------------------------- | ------ |
| 9                                                            | Irmãos Coragem            | 8 de junho de 1970     | 12 de junho de 1971    | 328  | Janete Clair      | Daniel Filho Milton Gonçalves Reynaldo Boury | [ 21 ] |
| 10                                                           | O Homem Que Deve Morrer † | 14 de junho de 1971    | 8 de abril de 1972     | 258  | Janete Clair      | Daniel Filho Milton Gonçalves                | [ 22 ] |
| 11                                                           | Selva de Pedra            | 10 de abril de 1972    | 23 de janeiro de 1973  | 243  | Janete Clair      | Daniel Filho Walter Avancini                 | [ 23 ] |
| 12                                                           | Cavalo de Aço †           | 24 de janeiro de 1973  | 21 de agosto de 1973   | 179  | Walther Negrão    | Walter Avancini                              | [ 24 ] |
| 13                                                           | O Semideus †              | 22 de agosto de 1973   | 7 de maio de 1974      | 221  | Janete Clair      | Daniel Filho Walter Avancini                 | [ 25 ] |
| 14                                                           | Fogo sobre Terra §        | 8 de maio de 1974      | 4 de janeiro de 1975   | 209  | Janete Clair      | Walter Avancini                              | [ 26 ] |
| 15                                                           | Escalada                  | 6 de janeiro de 1975   | 26 de agosto de 1975   | 199  | Lauro César Muniz | Régis Cardoso                                | [ 27 ] |
| Interrupção da faixa (27 de agosto - 22 de novembro de 1975) |                           |                        |                        |      |                   |                                              |        |
| 16                                                           | Pecado Capital ‡          | 24 de novembro de 1975 | 4 de junho de 1976     | 167  | Janete Clair      | Daniel Filho                                 | [ 29 ] |
| 17                                                           | O Casarão                 | 7 de junho de 1976     | 10 de dezembro de 1976 | 168  | Lauro César Muniz | Daniel Filho Jardel Mello                    | [ 30 ] |
| 18                                                           | Duas Vidas                | 13 de dezembro de 1976 | 13 de junho de 1977    | 154  | Janete Clair      | Daniel Filho                                 | [ 31 ] |
| 19                                                           | Espelho Mágico §          | 14 de junho de 1977    | 5 de dezembro de 1977  | 150  | Lauro César Muniz | Daniel Filho Gonzaga Blota                   | [ 32 ] |
| 20                                                           | O Astro ‡                 | 6 de dezembro de 1977  | 8 de julho de 1978     | 185  | Janete Clair      | Daniel Filho Gonzaga Blota                   | [ 33 ] |
| 21                                                           | Dancin' Days ‡            | 10 de julho de 1978    | 27 de janeiro de 1979  | 174  | Gilberto Braga    | Daniel Filho Marcos Paulo                    | [ 34 ] |
| 22                                                           | Pai Herói ‡               | 29 de janeiro de 1979  | 18 de agosto de 1979   | 178  | Janete Clair      | Walter Avancini Roberto Talma Gonzaga Blota  | [ 35 ] |
| 23                                                           | Os Gigantes §             | 20 de agosto de 1979   | 1 de fevereiro de 1980 | 147  | Lauro César Muniz | Régis Cardoso Jardel Mello                   | [ 36 ] |

### Década de 1980
| #                                                       | Título                 | Início                  | Término                 | Cap. | Autoria                                                 | Direção                       | Ref.          |
| ------------------------------------------------------- | ---------------------- | ----------------------- | ----------------------- | ---- | ------------------------------------------------------- | ----------------------------- | ------------- |
| 24                                                      | Água Viva ‡            | 4 de fevereiro de 1980  | 8 de agosto de 1980     | 160  | Gilberto Braga                                          | Roberto Talma Paulo Ubiratan  | [ 37 ]        |
| 25                                                      | Coração Alado §        | 11 de agosto de 1980    | 13 de março de 1981     | 185  | Janete Clair                                            | Roberto Talma Paulo Ubiratan  | [ 38 ]        |
| 26                                                      | Baila Comigo ‡         | 16 de março de 1981     | 25 de setembro de 1981  | 165  | Manoel Carlos                                           | Roberto Talma Paulo Ubiratan  | [ 39 ]        |
| 27                                                      | Brilhante              | 28 de setembro de 1981  | 26 de março de 1982     | 155  | Gilberto Braga                                          | Daniel Filho                  | [ 40 ]        |
| 28                                                      | Sétimo Sentido         | 29 de março de 1982     | 8 de outubro de 1982    | 166  | Janete Clair                                            | Roberto Talma                 | [ 41 ]        |
| 29                                                      | Sol de Verão §         | 11 de outubro de 1982   | 18 de março de 1983     | 137  | Manoel Carlos                                           | Roberto Talma                 | [ 42 ]        |
| Interrupção da faixa (21 de março - 9 de abril de 1983) |                        |                         |                         |      |                                                         |                               |               |
| 30                                                      | Louco Amor             | 11 de abril de 1983     | 21 de outubro de 1983   | 168  | Gilberto Braga                                          | Wolf Maya                     | [ 44 ]        |
| 31                                                      | Champagne              | 24 de outubro de 1983   | 4 de maio de 1984       | 167  | Cassiano Gabus Mendes                                   | Paulo Ubiratan                | [ 45 ]        |
| 32                                                      | Partido Alto ‡         | 7 de maio de 1984       | 23 de novembro de 1984  | 174  | Aguinaldo Silva, Gloria Perez                           | Roberto Talma                 | [ 46 ]        |
| 33                                                      | Corpo a Corpo ‡        | 26 de novembro de 1984  | 21 de junho de 1985     | 179  | Gilberto Braga                                          | Dennis Carvalho               | [ 47 ]        |
| 34                                                      | Roque Santeiro ‡       | 24 de junho de 1985     | 21 de fevereiro de 1986 | 209  | Dias Gomes, Aguinaldo Silva                             | Paulo Ubiratan                | [ 48 ]        |
| 35                                                      | Selva de Pedra ‡       | 24 de fevereiro de 1986 | 22 de agosto de 1986    | 155  | Regina Braga, Eloy Araújo                               | Walter Avancini               | [ 49 ]        |
| 36                                                      | Roda de Fogo ‡         | 25 de agosto de 1986    | 20 de março de 1987     | 179  | Lauro César Muniz                                       | Dennis Carvalho               | [ 50 ]        |
| 37                                                      | O Outro ‡              | 23 de março de 1987     | 09 de outubro de 1987   | 173  | Aguinaldo Silva                                         | Gonzaga Blota, Del Rangel     | [ 51 ] [ 52 ] |
| 38                                                      | Mandala                | 12 de outubro de 1987   | 13 de maio de 1988      | 185  | Dias Gomes, Marcílio Moraes, Lauro César Muniz          | Ricardo Waddington            | [ 53 ]        |
| 39                                                      | Vale Tudo ‡            | 16 de maio de 1988      | 6 de janeiro de 1989    | 204  | Gilberto Braga, Aguinaldo Silva, Leonor Bassères        | Dennis Carvalho               | [ 54 ]        |
| 40                                                      | O Salvador da Pátria ‡ | 9 de janeiro de 1989    | 11 de agosto de 1989    | 186  | Lauro César Muniz                                       | Paulo Ubiratan, Gonzaga Blota | [ 55 ]        |
| 41                                                      | Tieta ‡                | 14 de agosto de 1989    | 30 de março de 1990     | 197  | Aguinaldo Silva, Ana Maria Moretzsohn, Ricardo Linhares | Paulo Ubiratan                | [ 56 ]        |

### Década de 1990
| #  | Título              | Início                  | Término                 | Cap. | Autoria                                                 | Direção                                             | Ref.   |
| -- | ------------------- | ----------------------- | ----------------------- | ---- | ------------------------------------------------------- | --------------------------------------------------- | ------ |
| 42 | Rainha da Sucata ‡  | 2 de abril de 1990      | 26 de outubro de 1990   | 179  | Sílvio de Abreu                                         | Jorge Fernando                                      | [ 57 ] |
| 43 | Meu Bem, Meu Mal ‡  | 29 de outubro de 1990   | 17 de maio de 1991      | 173  | Cassiano Gabus Mendes                                   | Paulo Ubiratan                                      | [ 58 ] |
| 44 | O Dono do Mundo ‡   | 20 de maio de 1991      | 3 de janeiro de 1992    | 197  | Gilberto Braga                                          | Dennis Carvalho                                     | [ 59 ] |
| 45 | Pedra sobre Pedra ‡ | 6 de janeiro de 1992    | 31 de julho de 1992     | 179  | Aguinaldo Silva, Ana Maria Moretzsohn, Ricardo Linhares | Paulo Ubiratan                                      | [ 60 ] |
| 46 | De Corpo e Alma     | 3 de agosto de 1992     | 5 de março de 1993      | 185  | Glória Perez                                            | Roberto Talma                                       | [ 61 ] |
| 47 | Renascer ‡          | 8 de março de 1993      | 13 de novembro de 1993  | 216  | Benedito Ruy Barbosa                                    | Luiz Fernando Carvalho                              | [ 62 ] |
| 48 | Fera Ferida ‡       | 15 de novembro de 1993  | 16 de julho de 1994     | 210  | Aguinaldo Silva, Ana Maria Moretzsohn, Ricardo Linhares | Dennis Carvalho, Marcos Paulo                       | [ 63 ] |
| 49 | Pátria Minha ‡      | 18 de julho de 1994     | 10 de março de 1995     | 203  | Gilberto Braga                                          | Dennis Carvalho                                     | [ 64 ] |
| 50 | A Próxima Vítima ‡  | 13 de março de 1995     | 3 de novembro de 1995   | 203  | Sílvio de Abreu                                         | Jorge Fernando                                      | [ 65 ] |
| 51 | Explode Coração ‡   | 6 de novembro de 1995   | 3 de maio de 1996       | 155  | Glória Perez                                            | Dennis Carvalho                                     | [ 66 ] |
| 52 | O Fim do Mundo ‡    | 6 de maio de 1996       | 14 de junho de 1996     | 35   | Dias Gomes                                              | Paulo Ubiratan                                      | [ 67 ] |
| 53 | O Rei do Gado ‡     | 17 de junho de 1996     | 14 de fevereiro de 1997 | 209  | Benedito Ruy Barbosa                                    | Luiz Fernando Carvalho                              | [ 68 ] |
| 54 | A Indomada ‡        | 17 de fevereiro de 1997 | 10 de outubro de 1997   | 203  | Aguinaldo Silva, Ricardo Linhares                       | Marcos Paulo                                        | [ 69 ] |
| 55 | Por Amor ‡          | 13 de outubro de 1997   | 22 de maio de 1998      | 191  | Manoel Carlos                                           | Paulo Ubiratan Ricardo Waddington                   | [ 70 ] |
| 56 | Torre de Babel ‡    | 25 de maio de 1998      | 15 de janeiro de 1999   | 203  | Sílvio de Abreu                                         | Denise Saraceni                                     | [ 71 ] |
| 57 | Suave Veneno ‡      | 18 de janeiro de 1999   | 17 de setembro de 1999  | 209  | Aguinaldo Silva                                         | Daniel Filho, Ricardo Waddington, Marcos Schechtman | [ 72 ] |
| 58 | Terra Nostra ‡      | 20 de setembro de 1999  | 2 de junho de 2000      | 221  | Benedito Ruy Barbosa                                    | Jayme Monjardim                                     | [ 73 ] |

### Década de 2000
| #  | Título                 | Início                  | Término                 | Cap. | Autoria                              | Direção                            | Ref.   |
| -- | ---------------------- | ----------------------- | ----------------------- | ---- | ------------------------------------ | ---------------------------------- | ------ |
| 59 | Laços de Família ‡     | 5 de junho de 2000      | 2 de fevereiro de 2001  | 209  | Manoel Carlos                        | Ricardo Waddington                 | [ 74 ] |
| 60 | Porto dos Milagres ‡   | 5 de fevereiro de 2001  | 28 de setembro de 2001  | 203  | Aguinaldo Silva, Ricardo Linhares    | Marcos Paulo                       | [ 75 ] |
| 61 | O Clone ‡              | 1 de outubro de 2001    | 14 de junho de 2002     | 221  | Glória Perez                         | Jayme Monjardim                    | [ 76 ] |
| 62 | Esperança ‡            | 17 de junho de 2002     | 14 de fevereiro de 2003 | 209  | Benedito Ruy Barbosa Walcyr Carrasco | Luiz Fernando Carvalho             | [ 77 ] |
| 63 | Mulheres Apaixonadas ‡ | 17 de fevereiro de 2003 | 10 de outubro de 2003   | 203  | Manoel Carlos                        | Ricardo Waddington                 | [ 78 ] |
| 64 | Celebridade ‡          | 13 de outubro de 2003   | 25 de junho de 2004     | 221  | Gilberto Braga                       | Dennis Carvalho                    | [ 79 ] |
| 65 | Senhora do Destino ‡   | 28 de junho de 2004     | 11 de março de 2005     | 221  | Aguinaldo Silva                      | Wolf Maya                          | [ 80 ] |
| 66 | América ‡              | 14 de março de 2005     | 4 de novembro de 2005   | 203  | Glória Perez                         | Jayme Monjardim, Marcos Schechtman | [ 81 ] |
| 67 | Belíssima ‡            | 7 de novembro de 2005   | 7 de julho de 2006      | 209  | Sílvio de Abreu                      | Denise Saraceni                    | [ 82 ] |
| 68 | Páginas da Vida ‡      | 10 de julho de 2006     | 2 de março de 2007      | 203  | Manoel Carlos                        | Jayme Monjardim                    | [ 83 ] |
| 69 | Paraíso Tropical ‡     | 5 de março de 2007      | 28 de setembro de 2007  | 179  | Gilberto Braga, Ricardo Linhares     | Dennis Carvalho                    | [ 84 ] |
| 70 | Duas Caras ‡           | 1 de outubro de 2007    | 31 de maio de 2008      | 210  | Aguinaldo Silva                      | Wolf Maya                          | [ 85 ] |
| 71 | A Favorita ‡           | 2 de junho de 2008      | 16 de janeiro de 2009   | 197  | João Emanuel Carneiro                | Ricardo Waddington                 | [ 86 ] |
| 72 | Caminho das Índias ‡   | 19 de janeiro de 2009   | 11 de setembro de 2009  | 203  | Glória Perez                         | Marcos Schechtman                  | [ 87 ] |
| 73 | Viver a Vida ‡         | 14 de setembro de 2009  | 14 de maio de 2010      | 209  | Manoel Carlos                        | Jayme Monjardim                    | [ 88 ] |

### Década de 2010
| #                                                            | Título     | Início             | Término               | Cap. | Autoria         | Direção         | Ref.   |
| ------------------------------------------------------------ | ---------- | ------------------ | --------------------- | ---- | --------------- | --------------- | ------ |
| 74                                                           | Passione ‡ | 17 de maio de 2010 | 14 de janeiro de 2011 | 209  | Sílvio de Abreu | Denise Saraceni | [ 89 ] |
| Sucedida pela faixa de telenovelas das nove a partir de 2011 |            |                    |                       |      |                 |                 |        |

## Reprises
| # | Título         | Início               | Término                | Cap. | Autoria           | Direção                      | Ref.   |
| - | -------------- | -------------------- | ---------------------- | ---- | ----------------- | ---------------------------- | ------ |
| 1 | Selva de Pedra | 27 de agosto de 1975 | 22 de novembro de 1975 | 78   | Janete Clair      | Daniel Filho Walter Avancini | [ 90 ] |
| 2 | O Casarão      | 21 de março de 1983  | 9 de abril de 1983     | 18   | Lauro César Muniz | Daniel Filho                 | [ 91 ] |